# 간인노미야 나루히토 친왕
간인노미야 나루히토 친왕(일본어: 閑院宮愛仁親王, 1818년 2월 17일 ~ 1842년 10월 10일)는 에도 시대의 황족이다. 간인노미야 제5대 당주이며 관백 다카쓰카사 마사히로의 외손이다.
| 전임 간인노미야 다쓰히토 친왕 | 제5대 간인노미야 당주 1824년 ~ 1842년 | 후임 (간인노미야 고토히토 친왕) |